# Claoxylon affine
Claoxylon affine är en törelväxtart som beskrevs av Heinrich Zollinger och Alexandre Moritzi. Claoxylon affine ingår i släktet Claoxylon och familjen törelväxter. Inga underarter finns listade i Catalogue of Life.